# Мали Чепчін
Мали Чепчін (словац. Malý Čepčín) — село, громада округу Турчянське Тепліце, Жилінський край. Кадастрова площа громади — 3.09 км².
Населення 548 осіб (станом на 31 грудня 2018 року).
Протікає річка Теплиця.

## Історія
Мали Чепчін згадується 1254 року.

## Населення
| Рік:            | 1994. | 2004.   | 2014.   | 2024.   |
| --------------- | ----- | ------- | ------- | ------- |
| Кількість осіб: | 527   | 519     | 535     | 545     |
| Різниця:        |       | -1,51 % | +3,08 % | +1,86 % |

| Рік:            | 2023. | 2024.   |
| --------------- | ----- | ------- |
| Кількість осіб: | 543   | 545     |
| Різниця:        |       | +0,36 % |